# Ciénega de Flores
Ciénega de Flores är en ort i Mexiko.   Den ligger i kommunen Ciénega de Flores och delstaten Nuevo León, i den centrala delen av landet, 700 km norr om huvudstaden Mexico City. Ciénega de Flores ligger 398 meter över havet och antalet invånare är 11 035.
Terrängen runt Ciénega de Flores är platt. Runt Ciénega de Flores är det ganska glesbefolkat, med 45 invånare per kvadratkilometer. Närmaste större samhälle är Fraccionamiento Real Palmas, 5,7 km söder om Ciénega de Flores. Trakten runt Ciénega de Flores består i huvudsak av gräsmarker.